# 대한민국 형법 제315조
대한민국 형법 제315조는 경매, 입찰의 방해에 대한 형법각칙의 조문이다.  1995.12.29에 개정되었다.

## 조문
제315조(경매, 입찰의 방해) 위계 또는 위력 기타 방법으로 경매 또는 입찰의 공정을 해한 자는 2년 이하의 징역 또는 700만원 이하의 벌금에 처한다. 

第315條(競賣, 入札의 妨害) 僞計 또는 威力 其他 方法으로 競賣 또는 入札의 公正을 害한 者는 2年 以下의 懲役 또는 700萬원 以下의 罰金에 處한다. <改正 1995.12.29.>